# Siborna (Siboris Bunut)
Siborna (Siboris Bunut) is een bestuurslaag in het regentschap Padang Lawas van de provincie Noord-Sumatra, Indonesië. Siborna (Siboris Bunut) telt 2502 inwoners (volkstelling 2010).